# Архиепархия Любляны

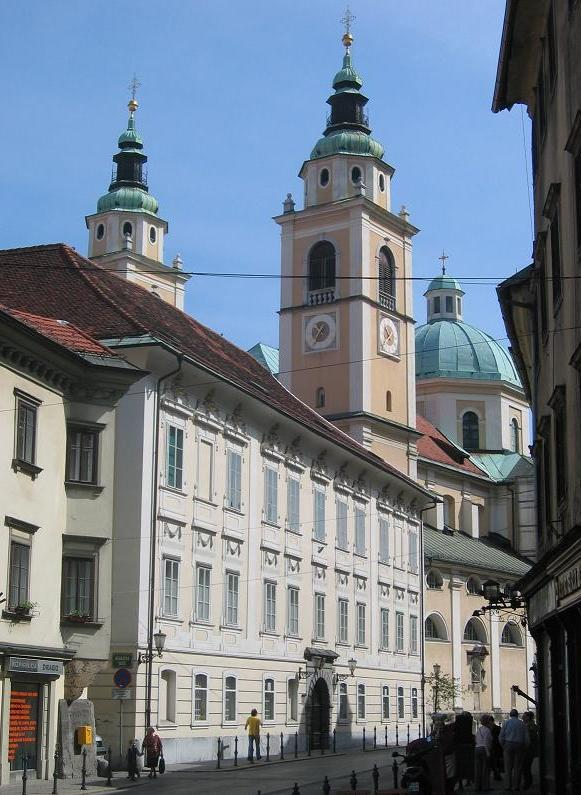
Собор Святого Николая

Архиепархия Любляны (словен. Nadškofija Ljubljana, лат. Archidioecesis Labacensis) — католическая архиепархия латинского обряда в Словении. Центральная и исторически важнейшая епархия страны. Глава архиепархии Любляны исторически носит титул примаса Словении.

## История
Епархия Лайбаха (Любляны) основана 6 декабря 1461 года декретом папы Пия II. Люблянская епархия находилась в прямом подчинении Святого Престола, не входила ни в одну митрополию и занимала большую часть территории герцогства Крайна. Первым епископом Лайбаха стал Сигизмунд фон Ламберг (1463—1488).
В XVI — начале XVII века главной задачей люблянских епископов была борьба с Реформацией. Активные действия епископов Иоганна Таучера (1580—1597) и Томаса Крёна (1598—1630) привели к торжеству Контрреформации в епархии. С 1787 по 1807 год епархия носила статус архиепархии, однако с 1807 года вновь стала епархией прямого подчинения.
22 декабря 1961 года епархия была вновь преобразована в архиепархию. Получила статус митрополии после того, как ей были подчинены в качестве суффраганных епархия Копера (с 1977 года) и епархия Ново-Место (с 2006 года).

## Современное состояние
По данным на 2012 год в архиепархии насчитывалось 561 600 католиков (72,7 % населения), 234 прихода, 431 священник (из них 143 иеромонаха), 179 монахов, 380 монахинь, 21 постоянный диакон. Кафедральным собором епархии является Собор Святого Николая в Любляне. Ещё два храма епархии имеют почётный статус «малых базилик»: Базилика Марии — Помощницы христиан в Брезье и Базилика Девы Марии скорбящей в Стичне.
С 4 октября 2014 года архиепархию возглавляет архиепископ Стане Зоре, O.F.M. Епископ-помощник — Антон Ямник.
Архиепархия Любляны является митрополией, ей подчинены две епархии: Копер и Ново-Место.

## Ординарии архиепархии
- Зигмунд фон Ламберг (1463 — 8.06.1488);
- Христофорус Раубер (1494 — 26.10.1536);
- Франц Кацианер (1536—1543);
- Урбан Текстор (1543—1558);
- Петер фон Зибах (1558—1568);
  - вакансия (1568—1571);
- Конрад Адам Глушич (1571—1578);
- Бальтазар Радлич (1579 — 15.05.1580);
- Янез Тачар (20.05.1580 — 1597);
- Томаж Хрен (18.10.1597 — 1630);
- Ринальдо Скарликкио (1630 — 7.12.1640);
- Отто Фридрих фон Пуххайм (15.04.1641 — 3.04.1664);
- Йозеф фон Рабата (25.06.1664 — 28.02.1683);
- Зигмунд Христофор фон Херберштайн (21.04.1683 — 18.07.1701);
- Франц Фердинанд фон Кёйнбург (18.07.1701 — 10.04.1711) — назначен архиепископом Праги;
- Франц Карл фон Кауниц-Ритберг (12.04.1711 — 25.09.1717);
- Вильгельм фон Лесле (5.01.1718 — 4.04.1727);
- Зигизмунд Феликс фон Шраттенбург (14.07.1727 — 12.06.1742);
- Эрнст Амадеус Томас фон Аттемс (6.10.1742 — 5.12.1757);
- Леопольд Йозеф Ганнибал Петацци де Кастель-Нуово (22.09.1760 — 22.11.1772);
- Карл Йоганн фон Хереберштайн (28.11.1772 — 7.10.1878);
- Михаил Леопольд Бригидо (7.04.1788 — 23.03.1807);
- Антон Каушиц (15.07.1807 — 17.03.1814);
- Августин Йоганн Йозеф Грубер (26.06.1815 — 16.02.18230 — назначен архиепископом Зальцбурга;
- Антон Алоизий Вольф (27.02.1824 — 1859);
- Ерней Видмар (23.03.1860 — 30.09.1872);
- Янез Златоуст Погачар (10.08.1875 — 25.01.1884);
- Якоб Миссиа (10.11.1884 — 24.03.1898) — назначен архиепископом Гориции и Градиски;
- Антон Бонавентура Еглич (24.03.1898 — 17.05.1930);
- Грегорий Рожман (17.05.1930 — 16.11.1959);
- Антон Вовк (26.11.1959 — 6.07.1963);
- Йожеф Погачник (2.03.1964 — 23.02.1980);
- Алоизий Шуштар (23.02.1980 — 5.03.1997);
- Франц Роде (5.03.1997 — 11.02.2004) — назначен префектом Конгрегация по делам институтов посвящённой жизни и обществ апостольской жизни;
- Алойз Уран (25.10.2004 — 28.11.2009);
- Антон Стрес (28.11.2009 — 31.07.2013);
- Стане Зоре, O.F.M. (с 4.10.2014)